# Bennäs
Bennäs (fiń. Pännäinen) – wieś w gminie Pedersöre w regionie Ostrobotnia w Finlandii. Stanowi centrum administracyjne gminy, choć największą jej miejscowością jest Esse. We wsi znajduje się stacja kolejowa Bennäs na linii z Seinäjoki do Oulu.